# David Harrison (football)
Pour les articles homonymes, voir David Harrison et Harrison.
David William Harrison, dit Dave Harrison, est un joueur et entraîneur de football anglais.
Il fait carrière en France au poste de milieu de terrain.

## Biographie
Arrivé en France pour intégrer les rangs du FC Sète, il dispute notamment la finale de la Coupe de France de football 1928-1929, perdue face aux Sports Olympiques Montpelliérains. En 1929, il signe à l'Olympique de Marseille. Il y reste deux saisons y remporte notamment le championnat DH du Sud-Est en 1930 et 1931,.
Il dirige ensuite l'équipe du Stade de Reims entre 1931 et 1934, dont il est le premier coach appointé.